# Дилард (Џорџија)
Дилард (Џорџија) (енгл. Dillard) град је у америчкој савезној држави Џорџија. По попису становништва из 2010. у њему је живело 339 становника.

## Демографија
Према попису становништва из 2010. у граду је живело 339 становника, што је 141 (71,2%) становника више него 2000. године.
| Група             | 2000.       | 2010.       |
| Белци             | 172 (86,9%) | 247 (72,9%) |
| Афроамериканци    | 0 (0,0%)    | 0 (0,0%)    |
| Азијати           | 0 (0,0%)    | 2 (0,6%)    |
| Хиспаноамериканци | 25 (12,6%)  | 84 (24,8%)  |
| Укупно            | 198         | 339         |